# Dietrich Georg Milchling von Schönstadt
Georg Dietrich Florens Gustolf Felix Moritz Alexander Milchling von Schönstadt (* 6. Oktober 1869 in Schönstadt; † 6. September 1937 in Hannover) war ein deutscher Oberst und Kommandeur der Berliner SiPo.

## Leben

### Herkunft und Familie

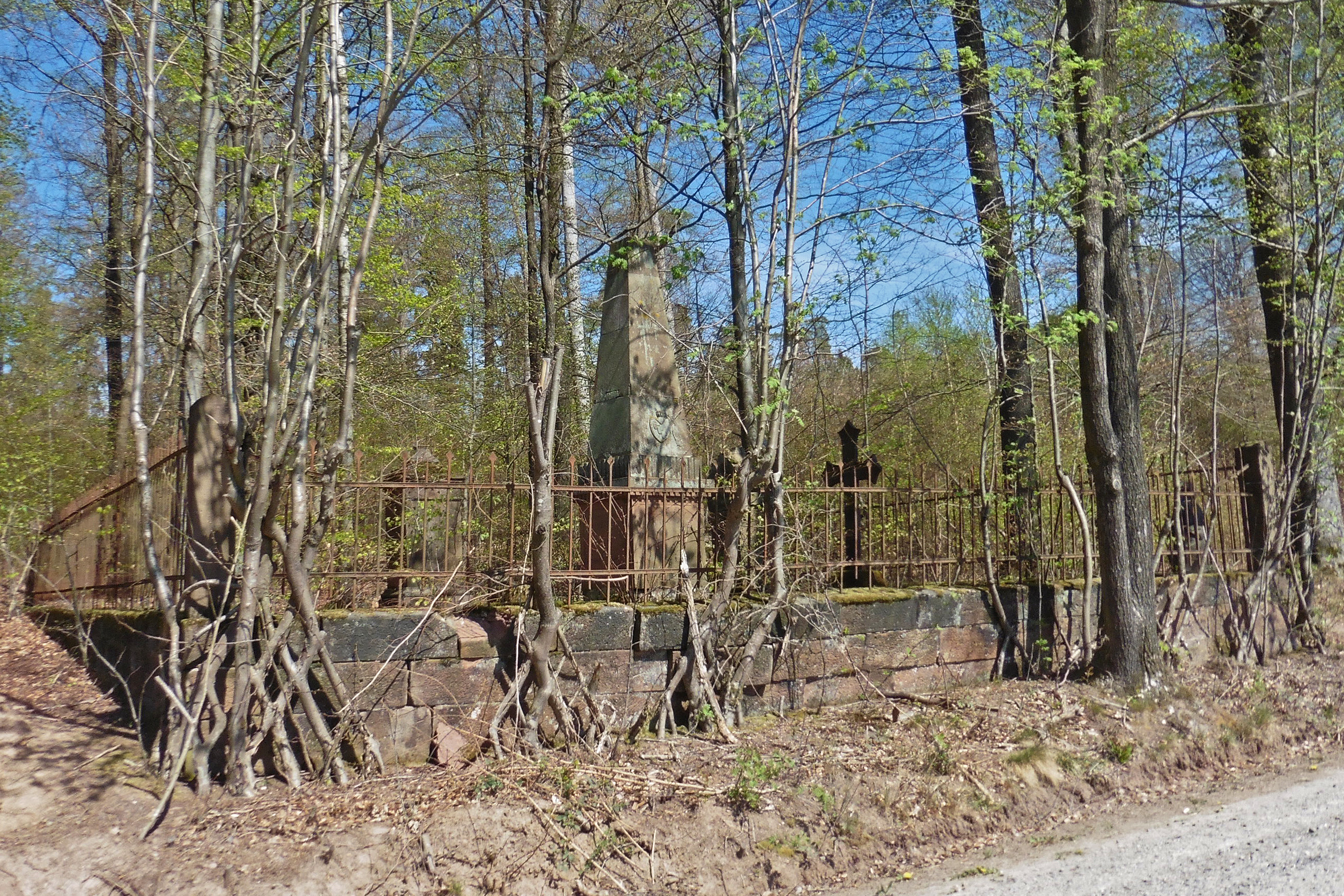
Familiengrab derer Milchling von Schönstadt. Georg Dietrich wurde als letzter dort begraben.

Milchling von Schönstadt war ein Sohn des Ferdinand Wilhelm Milchling von Schönstadt und dessen Ehefrau Marie Schenk zu Schweinsberg. Er hatte eine früh verstorbene Schwester und zwei Brüder, den in Shanghai gestorbenen Kaufmann Wilhelm und den 1914 bei einem Unfall gestorbenen Major Max. Nach dem Tod von Georg Dietrich starb das Adelsgeschlecht derer Milchling von Schönstadt im Mannesstamm aus.

### Karriere
Milchling von Schönstadt trat 1891 als Sekondeleutnant in das Leibgarde-Infanterie-Regiment (1. Großherzoglich Hessisches) Nr. 115 ein. 1892 wurde er in das 2. Garde-Regiment zu Fuß versetzt. Im Jahre 1903 wurde er zum Hauptmann befördert und diente im Kaiser Alexander Garde-Grenadier-Regiment 1. Nach Beförderung zum Major am 10. September 1910 wurde er zum Adjutanten des preußischen Kriegsministers ernannt und zur Dienstleistung im Zentraldepartments im Kriegsministerium verwendet.
Während des Ersten Weltkrieges wurde er am 21. Oktober 1915 im Range eines Oberstleutnants zum Kommandeur des 3. Garde-Regiment zu Fuß ernannt und blieb es durch eine kurze Unterbrechung durch Johannes von Schierstädt bis zum 14. Juni 1919.
Er schied nach Kriegsende als Oberst aus der Armee aus und schloss sich der Garde-Kavallerie-Schützen-Division an. Ende 1919 wurde er zum Kommandeur der Berliner Sicherheitspolizei als Nachfolger von Major Weber ernannt. Sein Stabschef wurde Oberst Arens und Major Eberhard von Oldenburg Erster Offizier seines Stabes. Auf seine Anregung wurde die neue Uniform der Sicherheitspolizei nach dem Muster der Garde-Schützen-Uniform geschnitten. Er baute die Sicherheitspolizei in ganz Preußen und anderen Teile der Weimarer Republik aus. Durch seine Teilnahme am Kapp-Putsch, an der er der neuen Regierung unter Kapp seine Unterstützung zusicherte, wurde er mit Pensionsanspruch des Amtes enthoben. Neben ihm wurden auch Oberst Arens und Oberleutnant von Kessel entlassen. 1920 verkaufte er als Alleinerbe sein Gut in Mellnau an den preußischen Kammerherrn Rudolf von Schutzbar genannt Milchling. Seine Nachfolger als Kommandeure der Berliner Sipo wurden Kurt von Priesdorff und der Reichswehrmajor Hugo Kaupisch.
1929 wurde er als Abteilungsdirektor der Isaria-Zählerwerke aufgeführt.